# Julius Dautartas
Julius Dautartas (* 30. Mai 1953 in Vilnius, Litauische SSR) ist ein litauischer Politiker, Mitglied des Seimas.

## Leben
1977 absolvierte er das Studium an der Lietuvos valstybinė konservatorija und wurde Schauspieler. Von 1978 bis 1983 studierte in  am Theaterkunstinstitut in Moskau und wurde Regisseur. Von 1983 bis 1988 war er Regisseur im Theater Panevėžys von 1988 bis 1991 in Kaunas. Von 2000 bis 2003  und von 2003 bis 2004 war er Mitglied im Stadtrat Panevėžys, von 2004 bis 2008 und von 2008 bis 2012 Mitglied im Seimas.